# Papyrus 27
Papyrus 27 (nach Gregory-Aland mit Sigel {\displaystyle {\mathfrak {P}}}27 bezeichnet) ist eine frühe griechische Abschrift des Neuen Testaments. Dieses Papyrusmanuskript des Römerbriefes enthält nur die Verse 8,12–22.24–27; 8,33–9,3.5–9. Mittels Paläographie wurde es auf das frühe 3. Jahrhundert datiert. Der Schreiber dieses Manuskriptes hat wahrscheinlich auch {\displaystyle {\mathfrak {P}}}20 geschrieben.
Der griechische Text des Kodex repräsentiert den Alexandrinischen Texttyp. Kurt Aland ordnete ihn in Kategorie I ein. Diese Handschrift zeigt Übereinstimmung mit dem Codex Sinaiticus, Vaticanus und anderen Zeugnissen des Alexandrinischen Texttyps.
Zurzeit wird er in der Universitätsbibliothek (Add. 7211) in Cambridge aufbewahrt.